# Europese begrotingsunie
De Europese begrotingsunie (EBU) verwijst naar de geplande intensievere samenwerking tussen de staten van de Europese Unie op het gebied van de begrotingspolitiek.

Eurolanden die tot de begrotingsunie toetreden
Niet-eurolanden die tot de begrotingsunie toetreden
Niet-eurolanden die niet zullen toetreden

In een begrotingsunie nemen de regeringen van de deelnemende landen hun beslissingen inzake uitgaven, belastingen en heffingen gezamenlijk. Met betrekking tot de Europese begrotingsunie worden dergelijke beslissingen aan de ene kant zo geïnterpreteerd, dat landen die zich niet aan de opgelegde begrotingsdiscipline houden en die de gemeenschappelijk in het Stabiliteits- en groeipact overeengekomen begrotingsdiscipline overtreden, een aantal van hun soevereine bevoegdheden verliezen. Anderen zien in een begrotingsunie een convergentie op het gebied van belastingspolitiek, sociale zekerheid en arbeidsmarktwetgeving Op 9 december 2011 stemden alle EU-lidstaten met uitzondering van Groot-Brittannië in met strenge beperkingen op de overheidsuitgaven, inclusief automatische sancties voor landen die de regels overtreden. Het definitieve verdrag moet tot maart 2012 uitgewerkt en ondertekend worden.

## Voetnoten
1. ↑  (en)  Joe Weisenthal, That Term 'Fiscal Union' Doesn't Mean What You Think It Does, Business Insider, 9 dec 2011